# Talut

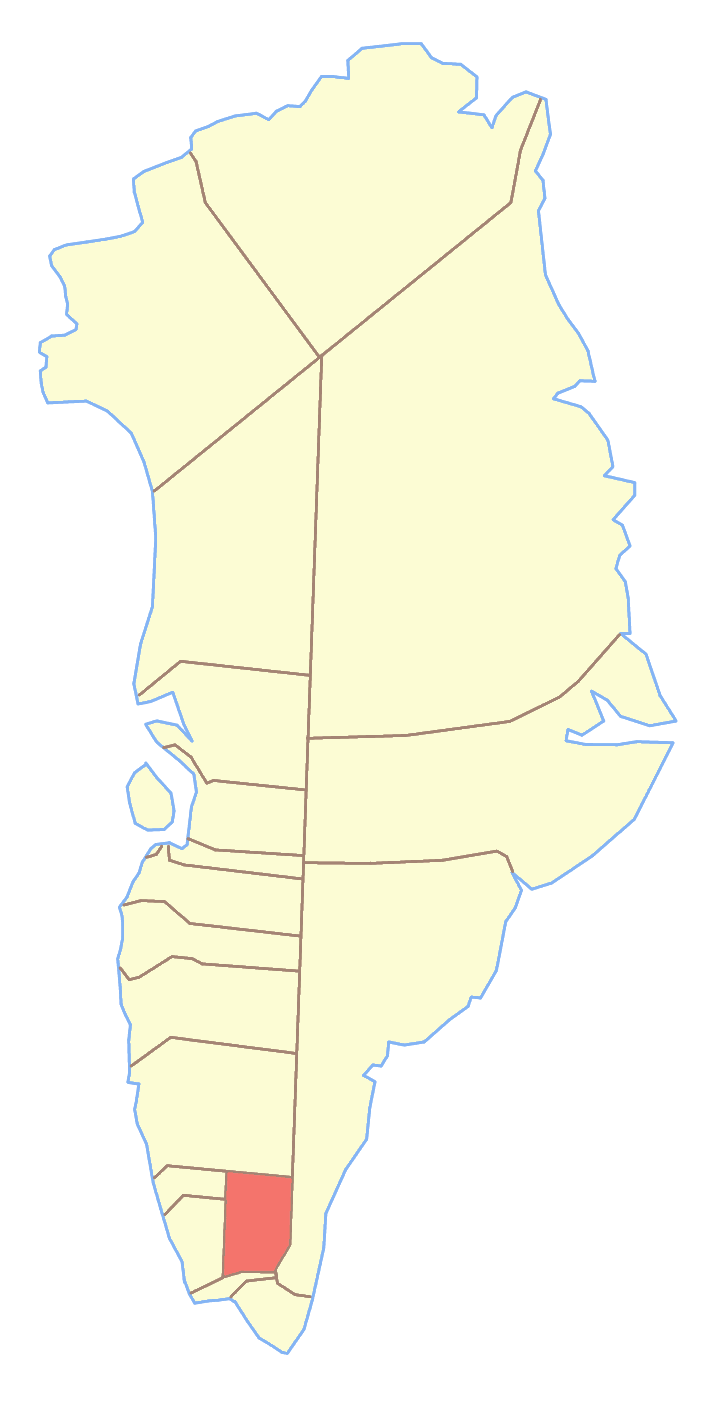
Ex comune di Narsaq, dove si trovava il Talut

Il Talut è una montagna della Groenlandia di 791 m. Si trova a 60°56'N 45°59'O; appartiene al comune di Kujalleq.